# La mia terra
La mia terra (This Earth Is Mine) è un film del 1959 diretto da Henry King.
È un film drammatico statunitense con Rock Hudson, Jean Simmons, Dorothy McGuire e Claude Rains. È basato sul romanzo del 1942 The Cup and the Sword di Alice Tisdale Hobart. È incentrato sulla vita e gli amori della famiglia Rambeau, una dinastia di viticoltori della California che cerca di sopravvivere durante il proibizionismo.

## Trama
California, 1931. Philippe Rambeau, uomo integerrimo e onesto, capo di una ricca famiglia, possiede estesi vigneti che tuttavia non rendono quasi nulla a causa del proibizionismo.  Desideroso di mantenere pura l'eredità vitivinicola della sua famiglia, è costretto a vendere l'uva a pochi cent solo come prodotto da tavola.
John è l'aitante figlio illegittimo del marito di Martha, primogenita di Philippe. John, che vede compromessa la fortuna dei Rambeau e vuole sottrarsi al dominio di Philippe, prende contatto con alcuni contrabbandieri di Chicago e New York, riuscendo  a vendere l'uva a prezzi molto vantaggiosi. Con tale commercio il giovane entra in possesso in breve di una discreta fortuna. Da lui Elizabeth apprende che gli zii hanno pianificato il suo futuro organizzandole un matrimonio con Andre Swann, giovane di un altro ramo della famiglia ed estendere così i loro possedimenti con i vigneti confinanti. Tra Elizabeth e John si instaura un sentimento di reciproca simpatia, ma l'orgoglio della ragazza e l'intraprendenza di John sono inizialmente causa di frequenti scontri.
Durante la sua assenza, la zia Martha, scoprendo che Elizabeth si è innamorata di John, per non veder sfumare i suoi piani, convince col denaro a far dichiarare ad una ragazza, uscita una sera con John, di aspettare da lui un bambino. Lo scandalo viene soffocato, poiché la ragazza sposa un giovane messicano, vero padre del bambino, ma Elizabeth, profondamente delusa e convinta dell'accaduto, decide di rompere ogni relazione.
John, al suo ritorno, viene aspramente rimproverato da Philippe che lo ritiene responsabile di quanto è successo. Reagendo violentemente, nell'ira lascia cadere nella sterpaglia delle viti un mozzicone di sigaretta, che provocherà un disastroso incendio. John si precipita quindi in cerca della donna per costringerla a dire la verità, ma viene a conflitto col marito di questa, che lo ritiene il padre del nascituro e lo ferisce gravemente con una fucilata che gli procura una paralisi alla gamba sinistra.
L'incendio del vigneto è per il vecchio e malato Philippe un colpo così forte a cui egli non sopravviverà. All'apertura del testamento, Martha, che si credeva unica erede, resta amaramente delusa: il vecchio ha infatti ripartito la proprietà tra i vari eredi. A John, che nel frattempo facendo progressi ha iniziato a camminare di nuovo, viene lasciata in eredità la vigna da lui distrutta accidentalmente. Ormai ristabilita la verità, John confortato dall'amore di Elisabeth, si accinge insieme all'amata a rinnovare dalle fondamenta il vigneto e la propria vita.

## Produzione
Il film, diretto da Henry King su una sceneggiatura di Casey Robinson con il soggetto di Alice Tisdale Hobart (autrice del romanzo), fu prodotto da Claude Heilman e Casey Robinson per la Universal International Pictures tramite la Vintage Productions, una compagnia indipendente alla sua prima produzione di proprietà di Robinson e Heilman. Fu girato in California (molte scene furono girate nella Napa Valley). Robinson e Heilman disposero di un budget di circa 25.000 dollari, messi a loro disposizione dalla Wine Institute of California e dalla Wine Advisory Board, per acquistare i diritti della storia.

## Distribuzione
Il film fu distribuito negli Stati Uniti dal 26 giugno 1959 (première a San Francisco il 24 giugno 1959) dalla Universal Pictures.
Le altre distribuzioni del film furono:
- in Danimarca il 17 luglio 1959 (Denne jord er min)
- in Svezia il 14 settembre 1959 (Solens dal)
- in Australia il 24 settembre 1959
- in Germania Ovest il 2 ottobre 1959 (Diese Erde ist mein)
- in Finlandia il 20 novembre 1959 (Tämä maa on minun)
- in Francia il 4 dicembre 1959 (Cette terre qui est mienne)
- in Spagna l'8 settembre 1960 (Esta tierra es mía)
- in Turchia nel marzo del 1964 (Bu toprak benimdir)
- in Germania il 4 agosto 19prima TV)
- in Grecia (Epanastatimenoi pothoi)
- in Brasile (O Vale das Paixões)
- in Italia (La mia terra)

## Critica
Secondo il Morandini il film "risulta dignitoso e diretto con buon mestiere" nonostante qualche difetto dovuto in particolare al ritmo lento. Secondo Leonard Maltin è un "film sentimentale e discontinuo".

## Promozione
Le tagline sono:
- "The Cry that Rocked THE VALLEY OF THE SUN!".
- "I want you...no matter what the price or penalty!".